# 수량지수
수량지수는 두 가지 상품을 하나로 더한 다음 나눠 평균적인 수치로 나타낸 것이다. 주로 생활 수준의 변화를 알아내기 위해 사용되며 경제 선택의 판단 수단으로도 이용된다.
수량지수는 가중치라는 값을 둬 각각 다른 기준을 두려고 하는데 어느 쪽에 가중치를 두느냐에 따라 라스파이레스수량지수와 파셰수량지수로 나뉜다. 라스파이레스수량지수는 과거 연도 즉 기준연도의 가격을 가중치로 사용하며 파셰수량지수는 현재 연도 즉 비교연도의 가격을 가중치로 사용하여 구해진다. 라스파이레스수량지수가 1보다 작으면 현재의 생활수준이 과거보다 악화되었다고 판단하고 파셰수량지수가 1보다 크면 현재의 생활수준이 과거보다 개선되었다고 판단하는데 이것을 수량지수에 의한 생활수준의 평가라고 한다.
수량지수에 의해 한 나라의 GDP 성장률을 재거나 두 나라 사이의 GDP를 비교한다고 할 때, 지수 자체가 갖는 성격으로 문제가 생길 수 있다. 성장률을 알기 위해 수량지수를 사용하는 경우 어떤 상품의 가격이 과거에 더 높기 때문에 과거 가격에 가중치를 두는 라스페이레스수량지수에서 더 성장률이 높다고 분석하게 된다. 이를 지수의 문제라고 하며 수량지수를 어떻게 구성해야 하는지는 경제학의 오랜 관심사이다. 그럼에도 대다수의 OECD국가들은 국민계정을 바탕으로 매년 라스페이레스수량지수를 이용해 생활수준의 변화를 측정한다.
1인당 GDP의 수량지수는 안정적이지 않다. 이는 찰스 넬슨과 찰스 플로저의 1982년 연구가 뒷받침한다. 예를 들어 인 웡 청과 멘지 친의 1996년 연구는 고소득 국가 29개 중 26개국에서 GDP의 수량지수가 가변적으로 움직임을 밝히고 있다. 에이드리언 플레싱과 잭 스트라우스가 OECD의 1인당 GDP의 패널 데이터를 이용하여 정상적인 경향(trend stationary)을 띈다는 것을 발견하였고 데이비드 라패치가 이를 시험하기도 하며 GDP의 수량지수가 가변적임을 논하기도 했다.

## 같이 보기
- 국내총생산

## 참고자료
- 이준구 (2008년 7월 20일). 《미시경제학》. 법문사. 2018년 10월 1일에 확인함.
- “Volume Index”. 《Financial Dictionary》.
- Sidney, Afriat. 《THE INDEX NUMBER PROBLEM AND UTILITY CONSTRUCTION》 (PDF). 2012-02-16. 2018년 4월 18일에 원본 문서 (PDF)에서 보존된 문서. 2019년 1월 7일에 확인함.
- Tsangyao, Chang (2009년 1월). “Is volume index of gdp per capita stationary in oecd countries? Panel stationary tests with structural breaks”. 《Economics Bulletin》 29 (2).
- Carlo, Milana (2009년 1월). “Solving the Index-Number Problem in a Historical Perspective” (PDF). 《Istituto di Studi e Analisi Economica》. 2018년 8월 27일에 원본 문서 (PDF)에서 보존된 문서. 2019년 1월 6일에 확인함.